# Bang Pla Ma (huyện)
Bang Pla Ma (tiếng Thái: บางปลาม้า) là một huyện (amphoe) ở phía nam của tỉnh Suphanburi, miền trung Thái Lan.
Huyện này được Phra Samut Khana Nurak thành lập năm 1897.
Tên của huyện trong tiếng Thái là tên loài cá Nibea soldado sinh sống nhiều trong khu vực huyện này.

## Địa lý
Các huyện giáp ranh (từ phía đông theo chiều kim đồng hồ) là: Phak Hai và Bang Sai của tỉnh Ayutthaya, Song Phi Nong, U Thong và Mueang Suphanburi của tỉnh Suphanburi.
Sông chính ở huyện là sông Tha Chin hay sông Suphan.

## Hành chính
Huyện này được chia thành 14 phó huyện (tambon), các đơn vị này lại được chia ra thành 127 làng (muban). Có 4 thị trấn (thesaban tambon), và 14 Tổ chức hành chính tambon.
| 1.  | Khok Khram    | โคกคราม  |  |
| 2.  | Bang Pla Ma   | บางปลาม้า |  |
| 3.  | Takha         | ตะค่า     |  |
| 4.  | Bang Yai      | บางใหญ่   |  |
| 5.  | Kritsana      | กฤษณา    |  |
| 6.  | Sali          | สาลี      |  |
| 7.  | Phai Kong Din | ไผ่กองดิน  |  |
| 8.  | Ongkharak     | องครักษ์   |  |
| 9.  | Chorakhe Yai  | จรเข้ใหญ่  |  |
| 10. | Ban Laem      | บ้านแหลม  |  |
| 11. | Makham Lom    | มะขามล้ม  |  |
| 12. | Wang Nam Yen  | วังน้ำเย็น  |  |
| 13. | Wat Bot       | วัดโบสถ์   |  |
| 14. | Wat Dao       | วัดดาว    |  |